# 발바닥

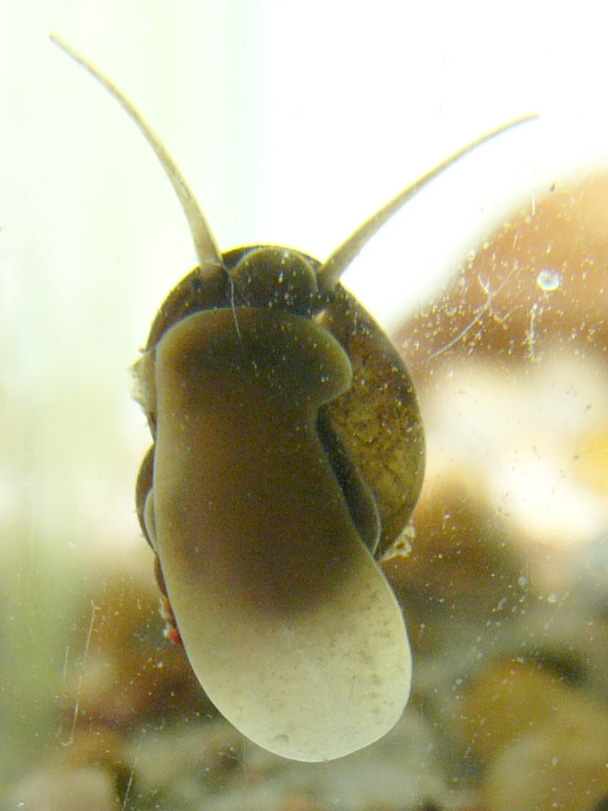
달팽이 발바닥

발바닥은 발가락부터 뒤꿈치까지 모두를 말하는데 이것은 직접적으로 양말과 신발을 거쳐 땅에 닿는다.
발바닥에는 신체 다른 어느 곳에서든 볼 수 있는 털과 색소가 결여되어 있으며 땀샘이 다량으로 집중되어 있다. 손바닥처럼 발바닥의 땀구멍에는 피지샘이 결여되어 있다.

## 같이 보기
- 발자국